# Jöran Holgersson (Gera)
Jöran Holgersson (Gera), död 18 maj 1588 i Östra Ryds församling, Östergötland, var en svensk ämbetsman.

## Biografi
Jöran Holgersson var son till riksrådet Holger Karlsson (Gera) och Beata Nilsdotter (Grip), och bedrev i sin ungdom studier i Wittenberg och Rostock. Han utnämndes 1555 till riksråd, och blev 1559 ståthållare på Kalmar slott, och upphöjdes 1561 till friherrligt stånd. Han blev 1569 lagman över Östergötlands lagsaga, Efter äldre brodern riksrådet Karl ärvde han släktgodsen. 1563 var han sändebud i Hessen för att förmedla Erik XIV:s frieri till lantgrevens dotter Kristina. Han tillhörde 1567 den nämnd, som satt till doms över Jöran Persson, och användes 1568 av kung Erik i förhandlingarna med de upproriska hertigarna. Vid fördraget i Stettin 1570 var han fullmäktig.

### Familj
Jöran Holgersson gifte sig 1 november 1574 med Metta Gylta (1554–1642), dotter till riksrådet och lagmannen Bengt Gylta och Ingeborg Jakobsdotter (Krumme). Efter Jöran Holgerssons död gifte Metta Gylta som sig med Sven Månsson (Somme).